# WSF World Cup 2011
Der 3. WSF World Cup fand vom 8. bis 12. März 2011 in Chennai, Indien statt. Insgesamt nahmen neun Mannschaften an dem Squashturnier teil.
Die letzte Austragung fand im Jahr 1999 statt, als England gegen Schottland im Endspiel mit 3:0 gewann. In diesem Jahr blieb die topgesetzte ägyptische Mannschaft am Ende siegreich. Im Endspiel setzte sie sich mit 2:0 gegen England durch. Ramy Ashour besiegte in der ersten Partie James Willstrop mit 11:8, 11:7 und 11:7. Nachdem Raneem El Weleily gegen Jenny Duncalf mit 11:8, 7:11, 11:9 und 11:1 gewann, stand Ägypten vorzeitig als Sieger fest, sodass die letzte Partie zwischen Karim Darwish und Tom Richards nicht mehr ausgetragen wurde. Außerdem standen bei Ägypten Mohamed Elshorbagy und Nour El Tayeb im Kader, wobei letztere zu keinem Einsatz kam. Dritter wurde Australien, dass im Spiel um Platz drei gegen Malaysia mit 2:1 gewann.

## Modus
Die teilnehmenden Mannschaften traten in zwei Gruppen an. Innerhalb der Gruppe wurde im Round Robin-Modus gespielt, die beiden bestplatzierten Mannschaften zogen ins Halbfinale ein. Dieses wurde im K.-o.-System ausgetragen. Lediglich die ersten vier Plätze wurden ausgespielt.
Alle Mannschaften bestanden aus mindestens drei und höchstens fünf Spielern, die in der Reihenfolge ihrer Spielstärke gemeldet werden mussten. Pro Begegnung wurden drei Einzelpartien bestritten, dabei zwei Herren- und eine Damenpartie. Eine Mannschaft hatte gewonnen, wenn ihre Spieler zwei der Einzelpartien gewinnen konnten. Die Spielreihenfolge der einzelnen Partien war unabhängig von der Meldereihenfolge der Spieler.

## Ergebnisse

### Vorrunde

#### Gruppe A
| Rang | Land       | Sp. | S | N | Sp.-Diff. | Punkte |
| ---- | ---------- | --- | - | - | --------- | ------ |
| 1    | Ägypten    | 4   | 4 | 0 | 11:1      | 8      |
| 2    | Malaysia   | 4   | 3 | 1 | 9:3       | 6      |
| 3    | Frankreich | 4   | 2 | 2 | 7:5       | 4      |
| 4    | Südafrika  | 4   | 1 | 3 | 3:9       | 2      |
| 5    | Sri Lanka  | 4   | 0 | 4 | 0:12      | 0      |

| Frankreich | – | Sri Lanka | 3:0 |
| Ägypten    | – | Malaysia  | 2:1 |
| Ägypten    | – | Südafrika | 3:0 |
| Malaysia   | – | Sri Lanka | 3:0 |
| Ägypten    | – | Sri Lanka | 3:0 |

| Frankreich | – | Südafrika  | 3:0 |
| Malaysia   | – | Südafrika  | 3:0 |
| Ägypten    | – | Frankreich | 3:0 |
| Südafrika  | – | Sri Lanka  | 3:0 |
| Malaysia   | – | Frankreich | 2:1 |

#### Gruppe B
| Rang | Land       | Sp. | S | N | Sp.-Diff. | Punkte |
| ---- | ---------- | --- | - | - | --------- | ------ |
| 1    | England    | 3   | 3 | 0 | 8:1       | 6      |
| 2    | Australien | 3   | 2 | 1 | 6:3       | 4      |
| 3    | Indien     | 3   | 1 | 2 | 2:7       | 2      |
| 4    | Mexiko     | 3   | 0 | 3 | 2:7       | 0      |

| England    | – | Indien     | 3:0 |
| Australien | – | Mexiko     | 3:0 |
| England    | – | Mexiko     | 2:1 |
| Australien | – | Indien     | 3:0 |
| England    | – | Australien | 3:0 |
| Indien     | – | Mexiko     | 2:1 |

### Finalrunde
|  | Halbfinale | Halbfinale | Halbfinale | Halbfinale | Halbfinale |                  |         | Finale | Finale | Finale | Finale | Finale |
|  |            |            |            |            |            |                  |         |        |        |        |        |        |
|  | A1         | Ägypten    | 3          | 3          | 2          |                  |         |        |        |        |        |        |
|  | B2         | Australien | 0          | 2          | 1          |                  |         |        |        |        |        |        |
|  | B2         | Australien | 0          | 2          | 1          | A1               | Ägypten | 3      | 3      |        |        |        |
|  |            |            |            |            |            | A1               | Ägypten | 3      | 3      |        |        |        |
|  |            | B1         | England    | 0          | 1          |                  |         |        |        |        |        |        |
|  | A2         | B1         | England    | 0          | 1          | Malaysia         | 0       | 3      | 0      |        |        |        |
|  | A2         |            |            |            |            |                  | 0       | 3      | 0      |        |        |        |
|  | B1         | England    | 3          | 1          | 3          |                  |         |        |        |        |        |        |
|  | B1         | England    | 3          | 1          | 3          | Spiel um Platz 3 |         |        |        |        |        |        |
|  |            |            |            |            |            |                  |         |        |        |        |        |        |
|  | B2         | Australien | 3          | 0          | 3          |                  |         |        |        |        |        |        |
|  | A2         | Malaysia   | 0          | 3          | 0          |                  |         |        |        |        |        |        |

### Finale
| Ägypten                                                                           | Finale | England                                                                    |
| --------------------------------------------------------------------------------- | --- | -------------------------------------------------------------------------- |
| Team Ramy Ashour Karim Darwish Mohamed Elshorbagy Raneem El Weleily Nour El Tayeb | Datum: 12. März 2011 Ort: Chennai \| Ramy Ashour \| 11:8, 11:7, 11:7 \| James Willstrop \| \| Raneem El Weleily \| 11:8, 7:11, 11:9, 11:1 \| Jenny Duncalf \| \| Karim Darwish \| nicht ausgetragen \| Tom Richards \| Resultat: 2:0 | Team James Willstrop Peter Barker Tom Richards Jenny Duncalf Laura Massaro |
| Ramy Ashour                                                                       | 11:8, 11:7, 11:7 | James Willstrop                                                            |
| Raneem El Weleily                                                                 | 11:8, 7:11, 11:9, 11:1 | Jenny Duncalf                                                              |
| Karim Darwish                                                                     | nicht ausgetragen | Tom Richards                                                               |

## Abschlussplatzierungen
| Rang | Mannschaft |
| 01.  | Ägypten    |
| 02.  | England    |
| 03.  | Australien |
| 04.  | Malaysia   |
| 05.  | Frankreich |
| 05.  | Indien     |
| 07.  | Mexiko     |
| 07.  | Südafrika  |
| 09.  | Sri Lanka  |